# عملیات سیلور ای
عملیات سیلور اِی (چکی: Operace Silver A) یک فیلم درام چک به کارگردانی ییرژی استراخ است که در سال ۲۰۰۷ منتشر شد.

## بازیگران
- کلارا ایسووا
- تاتیانا ویلهلمووا
- ایوان ترویان
- تانیا فیشرووا
- میروسلاو تابورسکی
- لنکا کروبوتووا
- یانا هلاواچووا
- تاتیانا مِـدوِتسکا
- دانا سیسلووا
- ماتی هادک
- رادیم شپاچک
- مارتین میشیچکا